# 段义和
段义和（1946年1月17日—2007年9月5日），山東齊河人，原系中華人民共和國山東省濟南市人大常委會主任。2007年因濟南轎車爆炸案中炸死他的情妇，被判處死刑，注射处决。

## 经历
毕业于西安交通大学，1970年至1976年间，在天津764厂任职。1976年起在中共齐河县委部组织部任职。1978年，进入中共山东省委组织部，开始担任领导职务。1990年起，任山东省电子工业局（总公司）副局长（副总经理）、党组成员，期间挂职聊城地委副书记。1997年起，任中共济南市委副书记、市委组织部部长。2001年起，任济南市人大主任。

## 事件
段義和收柳海平為情婦，送濟南套房4幢，小汽車2輛。柳海平（1976年7月14日－2007年7月9日）為河北省館陶縣人，初中畢業后做服務員。2001年由聊城轉到濟南，由人大招待所服務員，做到濟南市國土資源局幹部。
由於柳海平對錢財不斷追逐，並多次提出要与段結婚，令致段義和決定殺死柳海平，最終在2007年7月9日指使其陈志、陈常兵在柳海平所驾本田飞度驾驶座下方安置遥控炸弹，当柳行车至济南市建设路一段时，车辆发生爆炸，柳海平当场炸死，時年31歲。路边一行人受伤，损毁车辆两辆。
2007年8月9日，山东省淄博市中级人民法院一審以爆炸罪判處死刑，并于同年9月5日被执行注射死刑。段义和同时被判犯有受贿罪、巨额财产来源不明罪共计折合人民币302万余元。另一嫌犯陳志在山東濟南同樣被執行死刑。段義和案的清查工作，引發約有20名中國官員受牽連及被審查。

## 关联条目
- 吕德彬
- 赵黎平
- 济南轿车爆炸案
- 中华人民共和国死刑犯列表
- 中华人民共和国腐败案件列表